# Kęstutis Šapka
Kęstutis Šapka (* 15. November 1949 in Vilnius) ist ein ehemaliger litauischer Hochspringer, der für die Sowjetunion antrat.
Bei den Halleneuropameisterschaften 1971 in Sofia wurde er mit 2,14 m Sechster. Im Sommer bei den Europameisterschaften in Helsinki überquerten drei Springer die Höhe von 2,20 m, während der ungarische Halleneuropameister István Major als Vierter ausschied. Šapka gelang diese Höhe im ersten Versuch, dem Ungarn Csaba Dosa im zweiten und Šapkas ukrainischem Mannschaftskollegen Rustam Achmetow im dritten. Damit waren die Medaillen verteilt, und mit Šapka hatte zum ersten Mal ein Hochspringer mit dem Fosbury-Flop den Europameistertitel gewonnen. 
Bei den Halleneuropameisterschaften 1972 in Grenoble verteidigte Major mit 2,24 m seinen Titel. Auf dem zweiten und dritten Platz platzierten sich mit je 2,22 m die beiden Balten Šapka und Jüri Tarmak. Im Sommer gewann Tarmak bei den Olympischen Spielen in München mit 2,23 m Gold, während Šapka als Zwölfter mit 2,15 m enttäuschte.
1974 gewann Šapka bei den Halleneuropameisterschaften in Göteborg mit 2,22 m vor dem Ungarn Major und Vladimír Malý aus der ČSSR, Vierter wurde der Däne Jesper Tørring. Im Sommer gewann Šapka nach 1972 zum zweiten Mal bei den sowjetischen Meisterschaften. Bei den Europameisterschaften 1974 in Rom schieden Maly als Dritter, Major als Vierter und der Pole Jacek Wszoła als Fünfter mit 2,19 m aus. Tørring und Šapka hingegen gelangen sowohl 2,21 m als auch 2,23 m im ersten Versuch, und beide sprangen mit 2,25 m im zweiten Versuch ihre persönliche Bestleistung. Damit waren beide mit dem Flop höher gesprungen als Dick Fosbury bei seinem Olympiasieg 1968. Nachdem sowohl Tørring als auch Šapka an 2,27 m gescheitert waren, gewann Tørring Gold, da Šapka bei 2,17 m und bei 2,19 m je ein Fehlversuch unterlaufen war. 
Kęstutis Šapka ist 1,91 m groß und wog in seiner aktiven Zeit 86 kg. 